# Ambulyx japonica
Espèce
Ambulyx japonica est une espèce de lépidoptères de la famille des Sphingidae, sous-famille des Smerinthinae, tribu des Ambulycini, et du genre Ambulyx.

## Description
L'envergure est 81-90 mm. 
Il y a une large bande sub-basal sur la face dorsale de l'aile antérieure. Les mâles sont plus pâles que les femelles et moins fortement marqués.

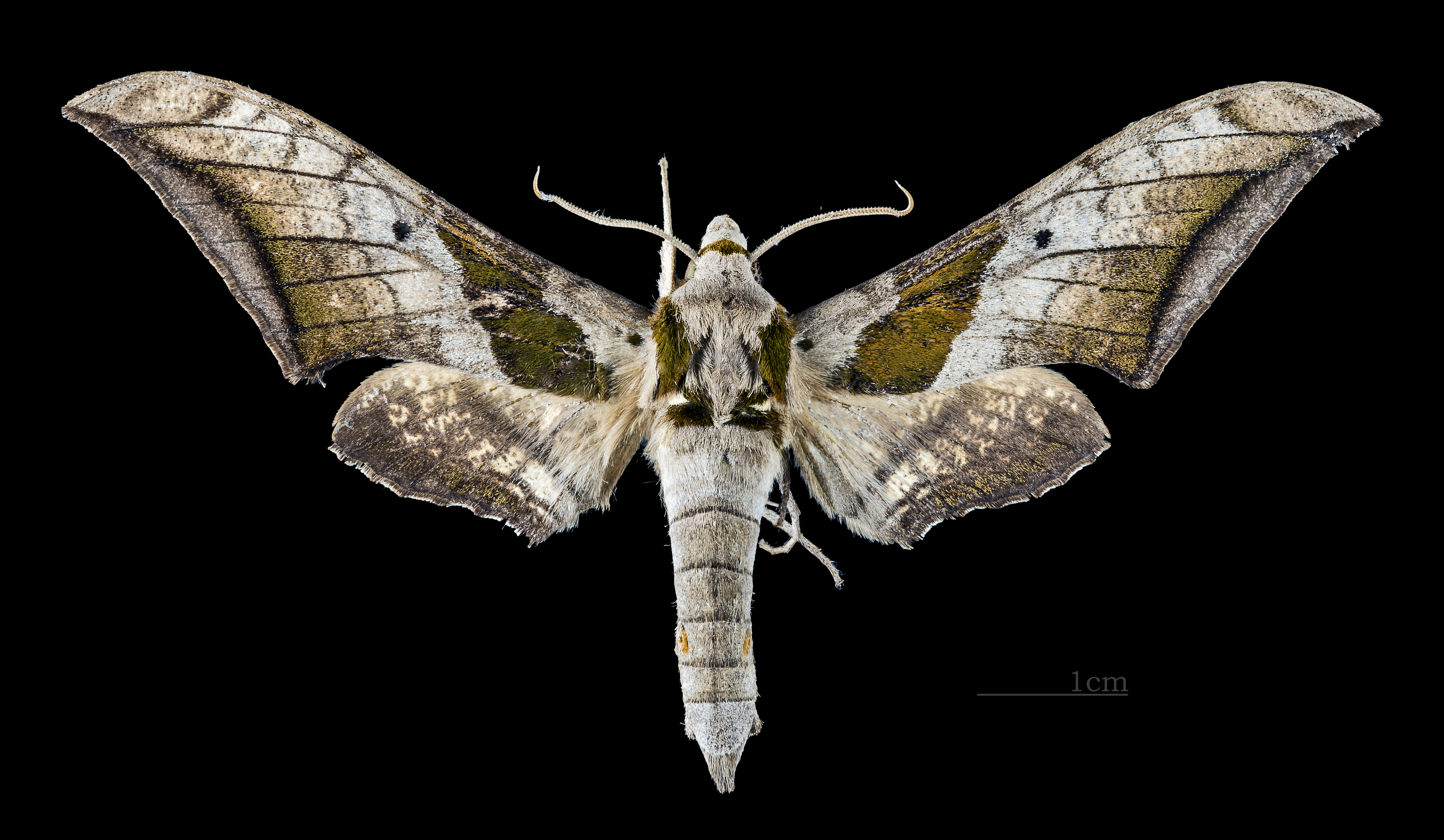
Ambulyx japonica japonica Face dorsale MHNT
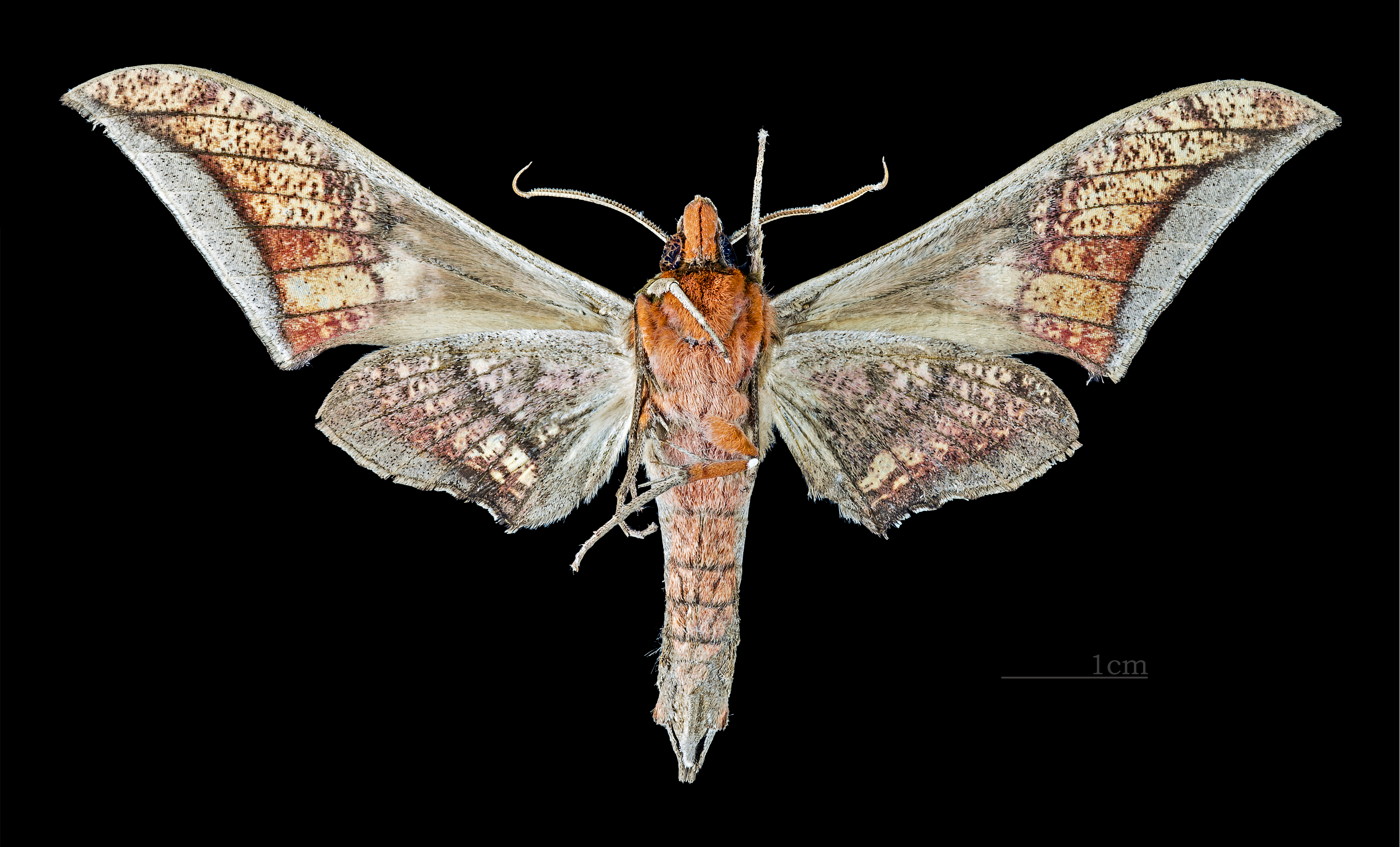
Ambulyx japonica japonica revers MHNT

## Biologie
Les chenilles se nourrissent en Chine sur la famille des Aceraceae. Au Japon, les chenilles sont connues sur le genre Acer et Carpinus japonica. 
En outre, les chenilles ont été élevées sur Carpinus laxiflora et Carpinus tschonoskii .

## Répartition et habitat
Répartition
L'espèce est connue dans l'est de la Chine, en Corée, au Japon et à Taiwan.

## Systématique
- L'espèce Ambulyx japonica a été décrite par l'entomologiste britannique Lionel Walter Rothschild en 1894.

### Taxinomie
Liste des sous-espèces
- Ambulyx japonica japonica (Japon)
- Ambulyx japonica angustifasciata (Okano, 1959) (Taïwan)
- Ambulyx japonica koreana Inoue, 1993 (Corée et est de la Chine)

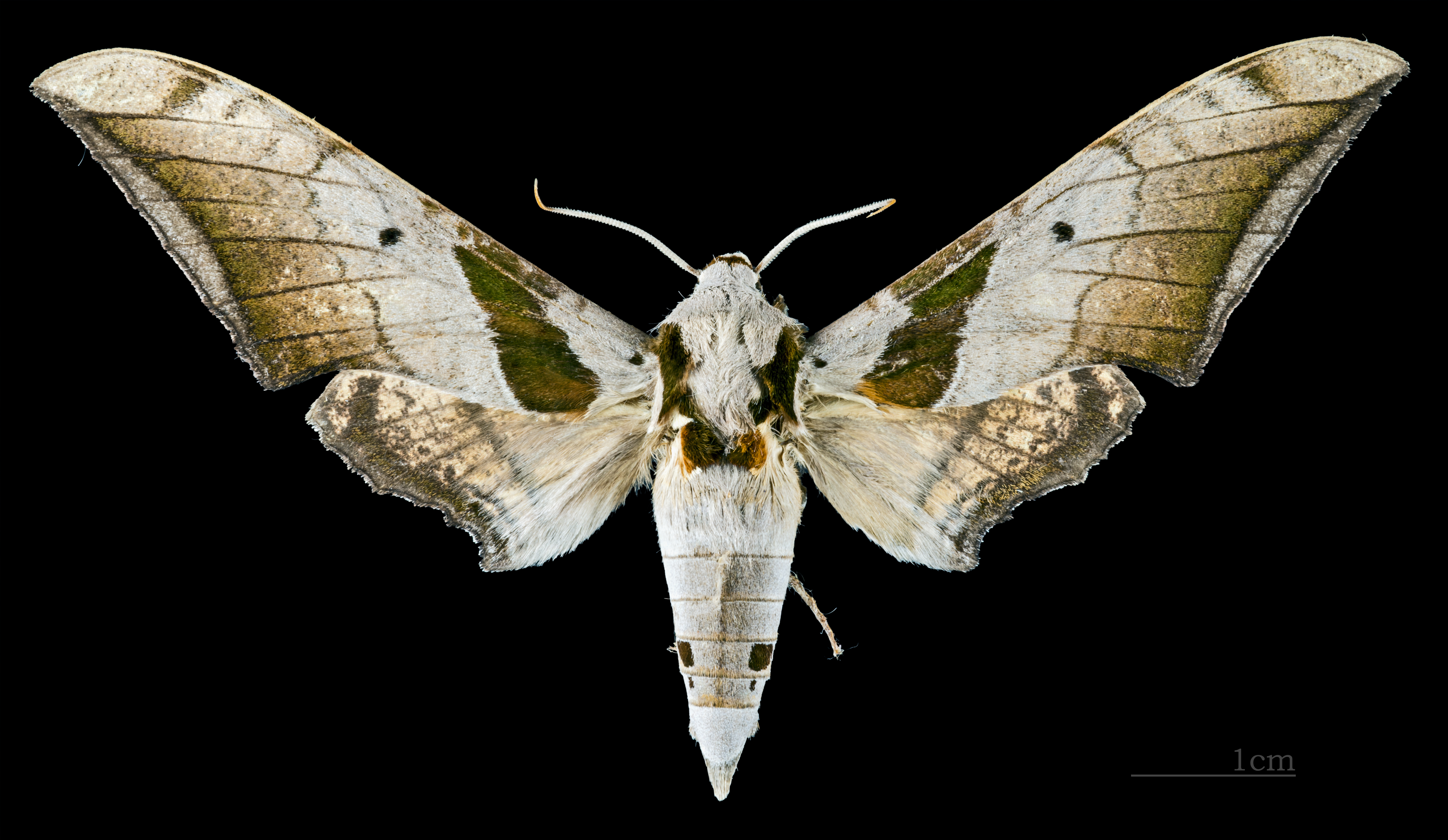
Ambulyx japonica angustifasciata Face dorsale MHNT
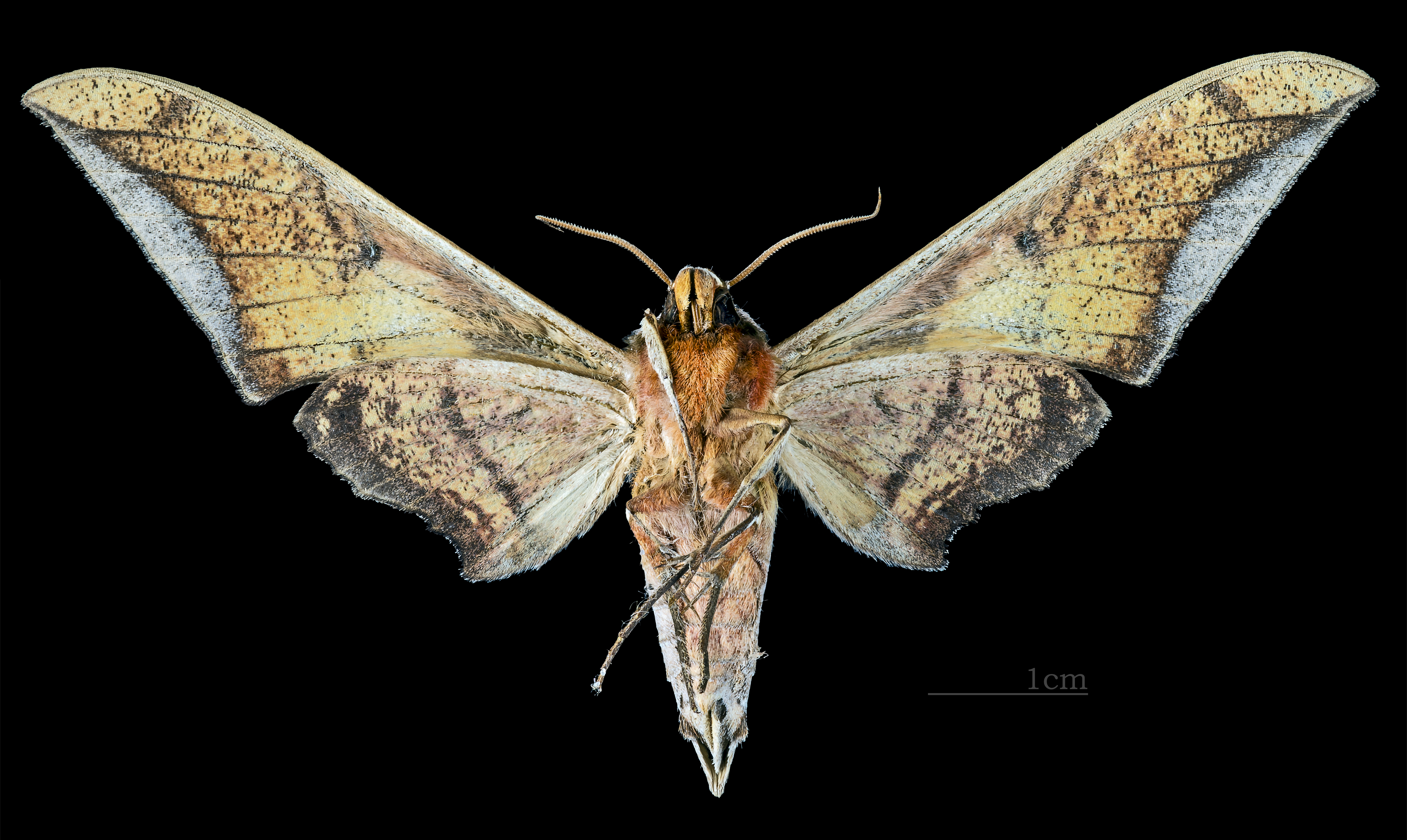
Ambulyx japonica angustifasciata revers MHNT